# Абеля-да-ла-Конка
Абе́ля-да-ла-Ко́нка (кат. Abella de la Conca) — муніципалітет, розташований в Автономній області Каталонія, в Іспанії. Код муніципалітету за номенклатурою Інституту статистики Каталонії — 250019. Знаходиться у районі (кумарці) Паляс-Жуса (коди району — 25 та PJ) провінції Лєйда, згідно з новою адміністративною реформою перебуватиме у складі Баґарії (округи) Ал Пірінеу і Аран. 

## Населення
Населення міста (у 2007 р.) становить 188 осіб (з них менше 14 років — 12,2%, від 15 до 64 — 66,5%, понад 65 років — 21,3%). У 2006 р. народжуваність склала 2 особи, смертність — 3 особи, зареєстровано 0 шлюбів. У 2001 р. активне населення становило 73 особи, з них безробітних — 7 осіб.
Серед осіб, які проживали на території міста у 2001 р., 164 народилися в Каталонії (з них 98 осіб у тому самому районі, або кумарці), 5 осіб приїхало з інших областей Іспанії, а 10 осіб приїхало з-за кордону. 
Університетську освіту має 10,8% усього населення. 
У 2001 р. нараховувалося 62 домогосподарства (з них 30,6% складалися з однієї особи, 17,7% з двох осіб,16,1% з 3 осіб, 17,7% з 4 осіб, 8,1% з 5 осіб, 4,8% з 6 осіб, 4,8% з 7 осіб, 0% з 8 осіб і 0% з 9 і більше осіб).
Активне населення міста у 2001 р. працювало у таких сферах діяльності: у сільському господарстві — 48,5%, у промисловості — 7,6%, на будівництві — 16,7% і у сфері обслуговування — 27,3%. 
У муніципалітеті або у власному районі (кумарці) працює 54 особи, поза районом — 20 осіб.
Безробіття
У 2007 р. нараховувалося 10 безробітних (у 2006 р. — 6 безробітних), з них половина — чоловіки.

## Економіка

### Підприємства міста

#### Сфера послуг
| \| Підприємства міста, що працюють у сфері послуг, за діяльністю \| Підприємства міста, що працюють у сфері послуг, за діяльністю \| Підприємства міста, що працюють у сфері послуг, за діяльністю \| \| Рік \| 2002 р. \| 2001 р. \| \| ------------------------------------------------------------- \| ------------------------------------------------------------- \| ------------------------------------------------------------- \| \| Гуртова торгівля \| 0% \| 0% \| \| Готелі та готельний бізнес \| 0% \| 0% \| \| Транспорт та зв'язок \| 25% \| 25% \| \| Посередницькі фінансові послуги \| 0% \| 0% \| \| Послуги підприємствам \| 0% \| 0% \| \| Послуги фізичним особам \| 75% \| 75% \| \| Нерухомість та ін. \| 0% \| 0% \| \| Усього підприємств \| 4 \| 4 \| |         |         |
| Підприємства міста, що працюють у сфері послуг, за діяльністю |         |         |
| Рік | 2002 р. | 2001 р. |
| Гуртова торгівля | 0%      | 0%      |
| Готелі та готельний бізнес | 0%      | 0%      |
| Транспорт та зв'язок | 25%     | 25%     |
| Посередницькі фінансові послуги | 0%      | 0%      |
| Послуги підприємствам | 0%      | 0%      |
| Послуги фізичним особам | 75%     | 75%     |
| Нерухомість та ін. | 0%      | 0%      |
| Усього підприємств | 4       | 4       |

## Житловий фонд
У 2001 р. 8,1% усіх родин (домогосподарств) мали житло метражем до 59 м², 25,8% — від 60 до 89 м², 37,1% — від 90 до 119 м² і 29% — понад 120 м².
З усіх будівель у 2001 р. 37,7% було одноповерховими, 58,4% — двоповерховими, 3,9% — триповерховими, 0% — чотириповерхових та з більше поверхами.

## Автопарк
| \| Автомобілі, зареєстровані у місті, за призначенням \| Автомобілі, зареєстровані у місті, за призначенням \| Автомобілі, зареєстровані у місті, за призначенням \| \| Рік \| 2006 р. \| 2005 р. \| \| -------------------------------------------------- \| -------------------------------------------------- \| -------------------------------------------------- \| \| Приватні автомобілі \| 32,4% \| 58% \| \| Мотоцикли \| 3,4% \| 5,6% \| \| Вантажівки \| 31,4% \| 34,6% \| \| Трактори \| 9,5% \| 0,6% \| \| Автобуси та ін. \| 23,3% \| 1,2% \| \| Усього автомобілів \| 296 шт. \| 162 шт. \| |         |         |
| Автомобілі, зареєстровані у місті, за призначенням |         |         |
| Рік | 2006 р. | 2005 р. |
| Приватні автомобілі | 32,4%   | 58%     |
| Мотоцикли | 3,4%    | 5,6%    |
| Вантажівки | 31,4%   | 34,6%   |
| Трактори | 9,5%    | 0,6%    |
| Автобуси та ін. | 23,3%   | 1,2%    |
| Усього автомобілів | 296 шт. | 162 шт. |

## Вживання каталанської мови
У 2001 р. каталанську мову у місті розуміли 100% усього населення (у 1996 р. — 98,9%), вміли говорити нею 94,3% (у 1996 р. — 
89,5%), вміли читати 90,9% (у 1996 р. — 81,8%), вміли писати 62,9
% (у 1996 р. — 42,5%). Не розуміли каталанської мови 0%.

## Політичні уподобання
У виборах до Парламенту Каталонії у 2006 р. взяло участь 71 особа (у 2003 р. — 77 осіб). Голоси за політичні сили розподілилися таким чином:
| \| Вибори до Парламенту Каталонії \| Вибори до Парламенту Каталонії \| Вибори до Парламенту Каталонії \| \| Рік \| 2006 р. \| 2003 р. \| \| -------------------------------------- \| ------------------------------ \| ------------------------------ \| \| Конвергенція та Єднання (CiU) \| 52,1% \| 68,8% \| \| Соціалістична партія Каталонії (PSC) \| 11,3% \| 7,8% \| \| Народна партія (PP) \| 4,2% \| 0% \| \| Ініціатива за зелену Каталонію (IC) \| 11,3% \| 7,8% \| \| Республіканська лівиця Каталонії (ERC) \| 21,1% \| 15,6% \| \| Громадянська партія (C's) \| 0% \| 0% \| \| Інші \| 0% \| 0% \| |         |         |
| Вибори до Парламенту Каталонії |         |         |
| Рік | 2006 р. | 2003 р. |
| Конвергенція та Єднання (CiU) | 52,1%   | 68,8%   |
| Соціалістична партія Каталонії (PSC) | 11,3%   | 7,8%    |
| Народна партія (PP) | 4,2%    | 0%      |
| Ініціатива за зелену Каталонію (IC) | 11,3%   | 7,8%    |
| Республіканська лівиця Каталонії (ERC) | 21,1%   | 15,6%   |
| Громадянська партія (C's) | 0%      | 0%      |
| Інші | 0%      | 0%      |